# Catalogue d'étoiles doubles Aitken
Pour les articles homonymes, voir Aitken et ADS.
Le catalogue d'étoiles doubles Aitken (en anglais : Aitken double star, ADS) est un catalogue d'étoiles doubles réalisé par Robert Grant Aitken.
Il liste 17 180 étoiles doubles situées au nord de la déclinaison -30 degrés.
Ce catalogue était un successeur du Burnham Double Star Catalogue et reposait sur les observations compilées par Sherburne Wesley Burnham de 1906 à 1912, puis par Eric Doolittle de 1912 à 1919. Aitken commença à travailler sur le catalogue peu de temps après le décès de Doolittle en 1920. Il contient des observations faites jusqu'en 1927.